# Fred Kassen
Friedrich Wilhelm Kassen, auch: Kaßen (* 7. August 1903 in Bochum-Langendreer; † 7. April 1972 in Köln), war ein deutscher Theaterleiter. Er war der Gründer des Kölner Kabarett- und Kleinkunsttheaters Senftöpfchen.

## Werdegang
Fred Kassen erhielt in dem im März 1931 in die Kinos gekommenen Film Der falsche Ehemann eine Nebenrolle und sang darin das Lied Einmal wird dein Herzchen mir gehören. Hier traf der Tenor auf die ebenfalls mitwirkenden Comedian Harmonists.
Eine weitere Begegnung brachte ihm im Juli 1935 die Mitgliedschaft als 3. Tenor in der Nachfolgegruppe, dem Meistersextett ein, die er wegen Streitigkeiten im September 1939 verließ. Kassens Komposition Ich schreibe meiner Mutter einen Brief war ein von den Nazis gefördertes Soldatenlied, das im Februar 1942 als B-Seite von Sven-Olof Sandbergs Lili Marleen erschien.  
Im November 1945 war Kassen bei der US-Militärregierung in Marktheidenfeld beschäftigt. Als sich 1946 Kassens erste Ehefrau, die US-Amerikanerin Ethel Louise Wright, mit ihrem US-Vorgesetzten in die USA abgesetzt hatte, lernte Kassen 1947 seine zweite Frau Alexandra Gellen kennen. Nach dem Krieg gründete er mit ihr am Tegernsee die Pianobar Bei Fred. 1955 startete er die Künstlerkneipe Stachelschwein, in der auch die Kabarettgruppe Die Namenlosen auftrat. Hieraus ging die Münchner Lach- und Schießgesellschaft hervor, die im Dezember 1956 mit Ursula Herking, Dieter Hildebrandt, Hans Jürgen Diedrich und Klaus Havenstein unter der Regie von Sammy Drechsel Premiere feierte. Sie wurde am Klavier vom Stachelschwein-Inhaber Kassen begleitet. Die Kompositionen der Couplets stammten von Fred Kassen, angefangen bei Denn sie müssen nicht was sie tun (Premiere am 12. Dezember 1956) bis Eine kleine Machtmusik (7. Mai 1958). 1958 verkaufte Kassen das Programm an den Regisseur Sammy Drechsel.

## Theatergründung

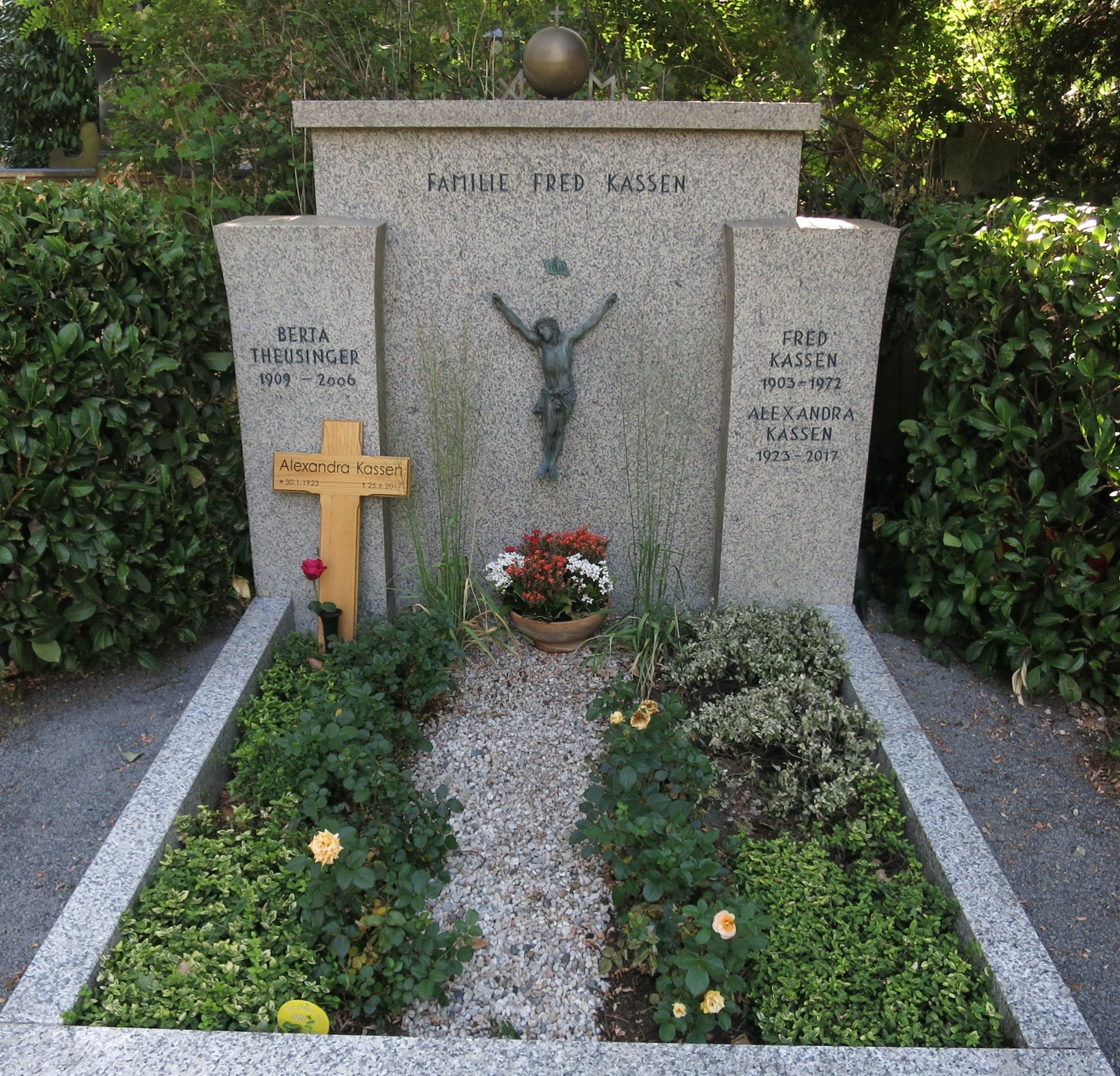
Grab Fred und Alexandra Kassen (August 2018)

Im Februar 1959 zog das Ehepaar Kassen nach Köln und nahm ein kleines Ensemble mit, bestehend aus Brigitte Mira, Heinz Junge, Gerd Martienzen und Bruno W. Pantel. Am 5. März 1959 eröffnete das Ehepaar an der Kölner Pipinstraße das Kabarett- und Kleinkunsttheater Senftöpfchen, für das Kassen als Texter, Komponist, Regisseur, Pianist und Direktor arbeitete. Über die Jahre traten hier bekannte Schauspieler, Musiker, Kabarettisten oder Kleinkünstler auf. Ironische, kritische und scharfe politische Kritik und ausgefallene Aufführungen („Folies Parisiennes“) verliehen dem ersten Kabarett in Köln nationales und auch internationales Gewicht.
Als Fred Kassen 1972 im Alter von 68 Jahren unerwartet starb, übernahm Alexandra Kassen das Theater und konnte das Renommee des Theaters noch steigern. Ihr primäres Ziel war die Förderung junger Talente. Von den beiden Kindern unterstützte die Tochter Alexandra Franziska (* 1956) ihre Mutter bei der Theaterführung. Die Grabstätte der Eheleute Kassen befindet sich auf dem Kölner Melaten-Friedhof.